# District de Thiers
Le district de Thiers est une ancienne division territoriale française du département du Puy-de-Dôme de 1790 à 1795.
Il était composé des cantons de Thiers, Chateldon, Courpiere, Lezoux, Maringues, Montoncel et Vollore.